# レグナンス・イン・エクスケルシス

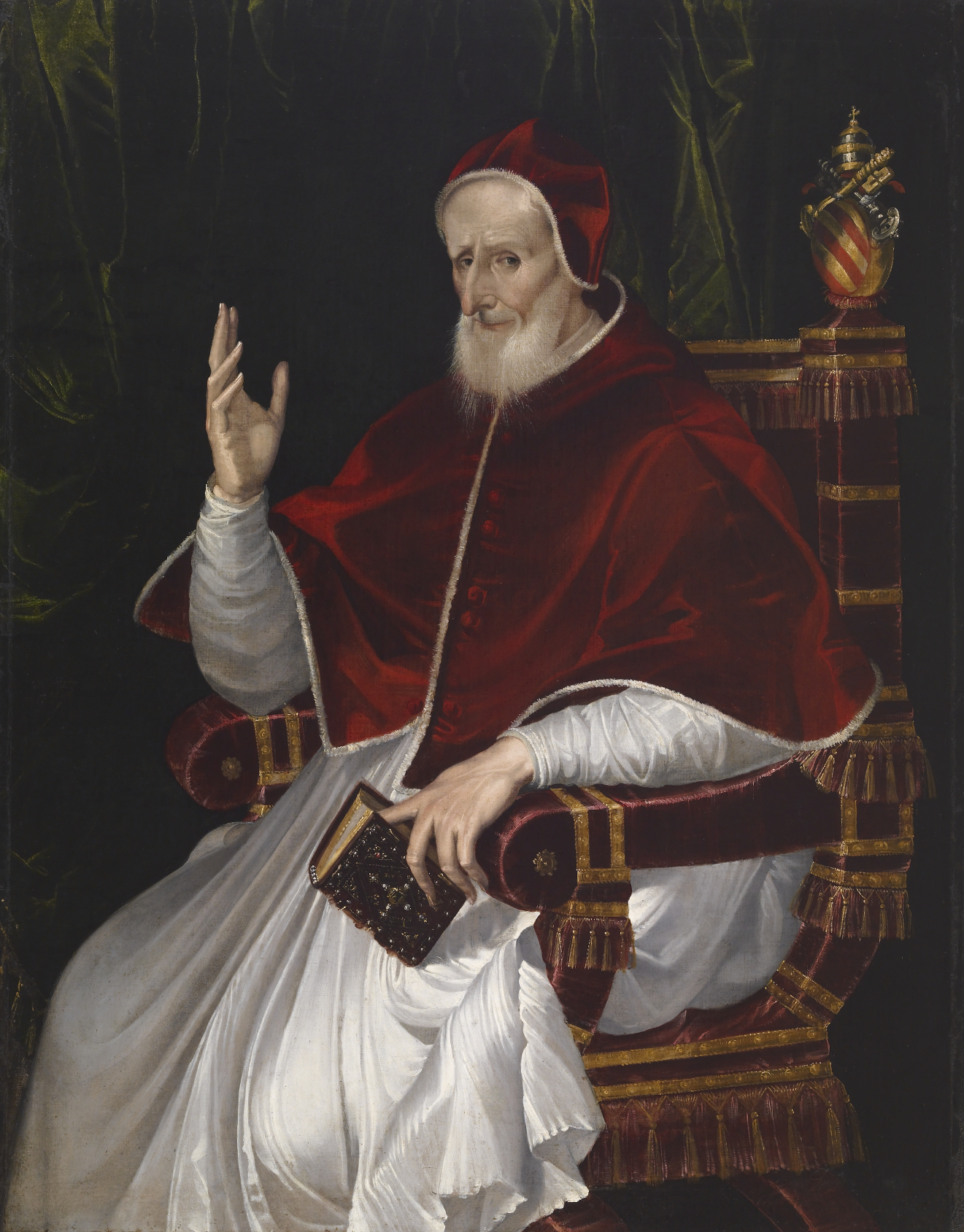
教皇 ピウス5世

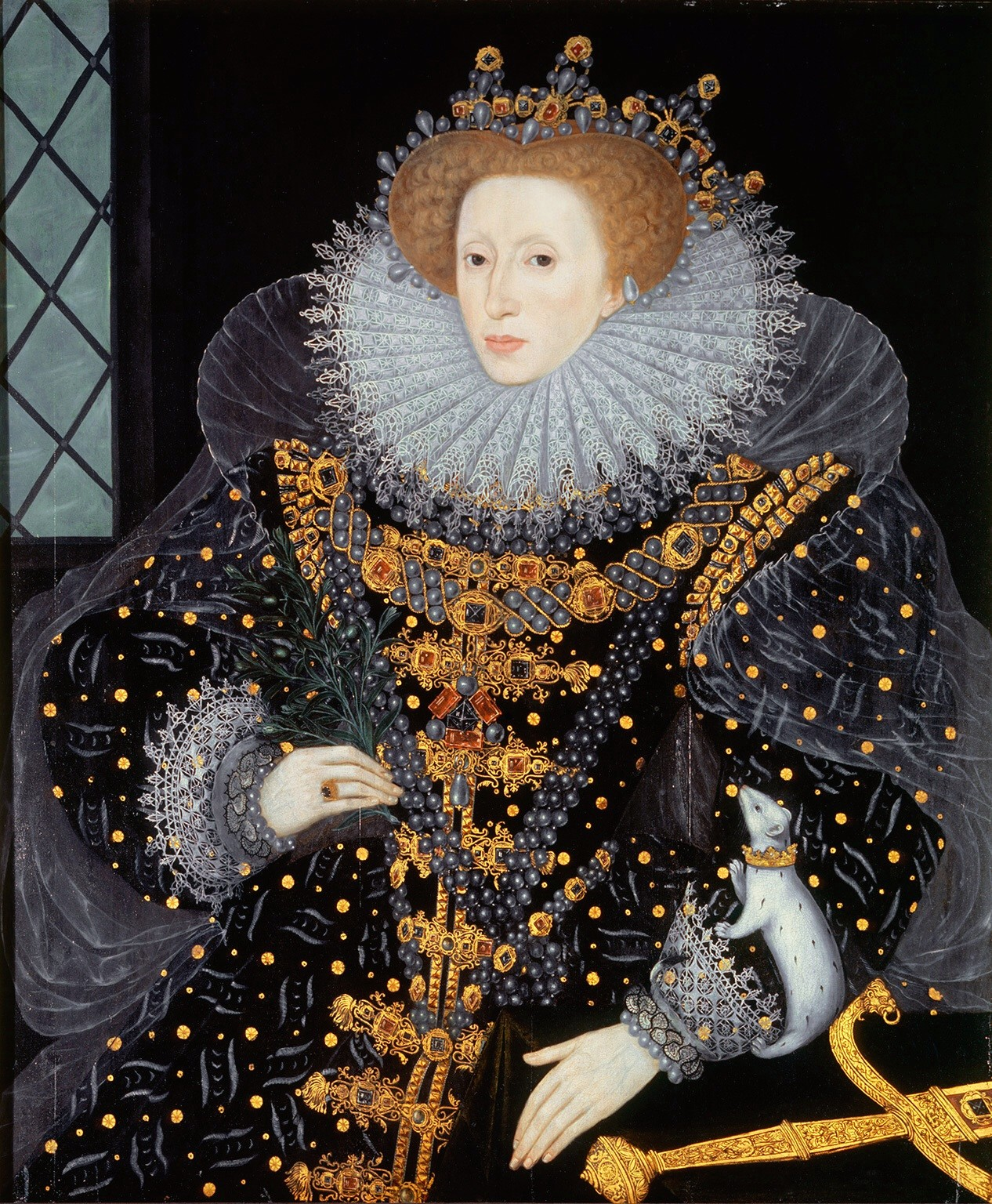
イングランド女王エリザベス1世

レグナンス・イン・エクスケルシス（羅:Regnans in Excelsis）は、1570年2月25日にローマ教皇ピウス5世によって発布された教皇勅書。イングランド女王エリザベス1世に対する破門を宣告し、王位の正統性を否認した文書である。文書名は、ラテン語で書かれる勅書の最初の3つの単語（インキピット）から採られており、「いと高きところにしろしめす［神］」を意味している。勅書の中で教皇は、「イングランド女王を僭称するエリザベスとその罪深い配下の者たち」は異端者であり、エリザベスの統治下にある全ての臣民に対し彼女に対する臣従義務を解除し、エリザベスの命令に服従する者は破門すると呼びかけた。

## 背景
1553年、メアリー1世の即位に伴ってイングランド国教会はカトリシズムに復帰し、教皇はイングランドにおける権威を回復した。1558年にメアリー1世が死ぬと、王位を継いだ妹エリザベス1世は1559年1月に議会で国王至上法を成立させ、イングランド国教会を再びカトリック教会から分離させた。1570年に出された「レグナンス・イン・エクスケルシス」は、イングランド教会の分離に対する教皇庁側の報復であったと言える。
しかしエリザベスのカトリックとの決別宣言から破門宣告までに11年もの間隔が開いたために、その間に統治者としての地位を確立したエリザベスの王位を動揺させる効果は、より低下していた。破門が遅れたのは、スペイン王フェリペ2世、スコットランド女王メアリー、ノーフォーク公トマス・ハワードといった、エリザベスの廃位により利害を左右されるカトリックの世俗の王侯たちが、教皇庁に破門宣告を遅らせるよう圧力をかけていたのが原因と考えられる。またエリザベス自身が何人かのカトリック信徒の王子との縁談を進めていたこと、イングランド国内のカトリック信徒の私的礼拝を黙認していたことなどから、1560年代は教皇庁側もイングランドのカトリック復帰に期待を持っており、これも破門の遅れを助長した。
ところがエリザベスのカトリック政策は1560年代末までに強硬になり、国内のカトリック信徒に対する差別が強まり、イングランドとスペインなどカトリック諸国との関係も悪化した。1569年にイングランド北部地方で起きた北部の反乱、同年にアイルランド島で始まったデズモンドの反乱でカトリック信徒が蜂起すると、これを支持する形で教皇側は破門宣告に踏み切った。

## 破門
エリザベスに対する破門の提議そのものは、トリエント公会議の閉会直前にあたる1563年6月、カトリック圏のルーヴァン大学神学部から建白書の形で最初に出された。教皇ピウス4世は1561年にイングランド教会のカトリック圏への復帰を要請したが拒否されており、建白を受けてエリザベスの破門を一旦は決心した。しかしこの破門提議には、ハプスブルク家からの反対が強かった。神聖ローマ皇帝フェルディナント1世はエリザベスを破門することで起きる国際情勢の混乱を考慮していないとして、不満を表明した。スペイン領ネーデルラントの宰相を務めていたアントワーヌ・ド・グランヴェル枢機卿も公会議において、エリザベスを破門すれば主君のスペイン王フェリペ2世が続けている対英宥和政策を破綻させ、イングランド国内で投獄されているカトリック司教たちの生命を危険にさらすことになるとして反対した。こうした反対を受け、ピウス4世は破門構想を撤回した。フェリペ2世は義妹のエリザベスとカトリック王侯との縁組などを利用してイングランド教会をカトリック陣営に復帰させようと考えており、ピウス4世もまたフェリペの構想を支持していた。
エリザベスの破門は、後任の教皇ピウス5世によって実行に移されることになった。ピウス5世はプロテスタント勢力に対して強硬な姿勢で臨み、前任者のピウス4世に比べると国際情勢や政治問題への配慮よりも、対抗宗教改革の推進と徹底を重視していた。イングランド諸地方におけるカトリック勢力の蜂起、スペインとイングランドの関係悪化を受け、ピウス5世は1570年2月5日にエリザベス弾劾の教会裁判を開いた。裁判ではローマ在住のカトリック信徒のイングランド人12人を証言者として集めた上で、彼らに女王の犯した罪を挙げさせ、同月12日にエリザベスに対する有罪判決が下された。罪状はイングランド国教会首長の権威の僭称、カトリック司教の罷免と投獄、教会巡察権の僭称、教皇権を毀損する誓約の採用、教皇権を否定する諸法の批准、異端信仰の奨励などであった。勅書は2月25日付で発布された。
ピウス5世によるエリザベス1世破門の報は、ヨーロッパ諸国に少なからず反響を呼び起こした。スペイン王フェリペ2世は対英宥和の姿勢を崩しておらず、教皇が何の相談も無しに重要な外交事案を教皇庁内で決定・処理したことに強い不快感を露わにした。神聖ローマ皇帝マクシミリアン2世もエリザベス1世に対して遺憾の意を伝え、女王の要請を受けて教皇に対し勅書の撤回、ないし勅書の印刷・配布の中止を要請した。しかしピウス5世はエリザベスがカトリックに復帰しない限り勅書の撤回はしないと回答し、印刷・配布も予定通り行われた。
「レグナンス・イン・エクスケルシス」勅書には、カトリック教会の教会法に違反する部分が存在するとされる。君主の破門と王位否認が1つの勅書の中で同時に宣告されているからである。教会法規では、君主が破門される際には事前の警告が必須であること、破門後1年以内に破門の撤回を申請すれば王位否認は行わない（つまり破門と王位否認は1年間の間隔を開けて行わねばならない）ことが定められており、エリザベスに対する勅書はこれらの条件に違反している。イングランドのカトリック教徒の中には、この不備を根拠に勅書は無効だと考える者もいた。エリザベスは現在のところ、教皇勅書によって王位を否認された最後の君主である。

## 余波
勅書の発布は、イングランドのカトリック圏への態度を硬化させるだけに終わった。イングランド政府はスペインと教皇庁の侵略の脅威を恐れ、その手先と見なされていたイエズス会の活動に対する締め付けを強めた。イングランド側の不安はすぐに現実のものとなった。エリザベス1世を僭称者と非難する勅書の印刷物が出回るようになると、スコットランド前女王メアリーとカトリックの有力諸侯ノーフォーク公を結婚させて2人をイングランド王位に就け、エリザベスを幽閉ないし殺害しようとする計画が露見した（リドルフィ陰謀事件）。1580年、教皇グレゴリウス13世はイエズス会の請願を受け、イングランド国内のカトリック信徒たちに対し、エリザベスを排除する適当な機会が訪れるまでは、当面は表面上エリザベスの政府に服従することを許した。
スペインとイングランドの関係が悪化すると、1585年に英西戦争が勃発した。同年イングランド政府は「イエズス会士、神学校司祭および彼らと同じく不服従の者たちに対する法（Act against Jesuits, Seminary priests and other such like disobedient persons）」を制定した。この法律により、多くのカトリック信徒が摘発され、処刑された。1587年にスコットランド前女王メアリーが処刑され、1588年にはアルマダの海戦が起きた。こうしたイングランドの徹底した反カトリック政策に報復するため、教皇シクストゥス5世はエリザベスに対する破門勅書を再び発した。アルマダの海戦が起きるまでに、イングランド人のカトリック信徒の間には棲み分けができていた。あくまでもイングランドに残ってエリザベス女王に忠誠を誓い続ける人々と、故国を脱出してエリザベスの廃位を主張するウィリアム・アレン枢機卿やロバート・パーソンズのようなローマ教皇に忠誠心を抱く人々との間には距離が生じていたのである。
「レグナンス・イン・エクスケルシス」がイングランド国内の動向に与えた影響はわずかなものだった。しかしエリザベスが統治していたもう一つの王国、アイルランド王国の住民の大多数はカトリックだったため、勅書の影響は深刻だった。デズモンド伯は教皇勅書を盾に、デズモンドの反乱を再開した。1570年の教皇勅書発布以降、アイルランドにおいてダブリンの総督府は明確にアングリカン教会を奉じることが決められたが、アイルランド議会では1613年までカトリック信徒議員が多数派を占めることが許容されていた。